# Moritz M. Warburg

Moritz M. Warburg

Die Mittelweg-Warburgs (1884); v.l.: Felix, Paul, Olga, Hausmädchen, unbekannt, Charlotte, Moritz, Théophilie, Louisa, Aby

Moritz M. Warburg (* 8. Mai 1838 in Hamburg; † 29. Januar 1910 ebenda) war ein deutsch-jüdischer Bankier aus der Hamburger Bankiersfamilie Warburg und Teilhaber der Privatbank M.M.Warburg & CO. Seine Söhne Max Moritz Warburg, Paul Moritz Warburg, Felix Moritz Warburg und Fritz Moritz Warburg wirkten als international bedeutende Bankiers und Politikberater. Der Sohn Aby Moritz Warburg war Kunsthistoriker und Gründer des renommierten Warburg Institute in London.

## Leben und Wirken
Moritz M. Warburg war ein Sohn von Abraham (Aby) S. Warburg und dessen Gattin Sara (1805–1884). Er hatte einen drei Jahre älteren Bruder namens Siegmund und die Schwestern Marianne, Malchen, Rosa und Jenny. Sein Vater war als Mitglied der Familie Warburg Leiter des Bankhauses M.M.Warburg & CO. Nach dem Tod seines Vaters am 8. Juli 1856 im Alter von 58 Jahren übernahm Sara Warburg dessen Position. Am 23. Juli 1856 ernannte sie Siegmund Warburg zum Teilhaber. Moritz M. Warburg trat zum 31. Dezember 1862 als zweiter Teilhaber in das Bankhaus ein. Moritz M. Warburg heiratete im Juni 1864 Charlotte Oppenheimer, deren Vater ein Goldschmied und Juwelier aus Frankfurt war. Das Bankhaus Warburg erhielt somit nützliche Kontakte zu erfolgreichen, von Juden geführten Bankhäusern in Frankfurt.
Ab 1865 führten Moritz und Siegmund Warburg die Geschäfte der Bank als alleinige Teilhaber. Dabei beschränkten sie sich nicht mehr nur auf reine Kommissionsgeschäfte, sondern gaben auch Wertpapiere heraus. Aufgrund des wirtschaftlichen Aufschwungs zwischen 1865 und 1872 entwickelten sich die Geschäfte der Bank gut. Nach dem Börsenkrach von 1873 bis 1876 musste die Bank erhebliche Verluste verzeichnen, die jedoch nicht so stark ausfielen wie die vergleichbarer Institute. Nach überstandener Krise erwarben die Brüder 1881 ein Nachbargrundstück in der Ferdinandstraße 75, wo sie 1913 ein repräsentatives Gebäude errichten ließen.
Nach dem Tod Siegmund Warburgs 1889 übernahm dessen Sohn Aby S. Warburg die Position in der Bank. Das Unternehmen beschäftigte 1889 23 Festangestellte und damit 13 Personen mehr als 1868. Die Warburgs tätigten zumeist kommissionsweise Devisen- und Wechselgeschäfte. Zu ihren Kunden gehörten große Handelshäuser und Banken, die ihren Sitz größtenteils außerhalb Deutschlands hatten. Sie begannen auch mit Anleihen und Wertpapieren zu handeln, die Gewinne einbrachten. Ende der 1880er Jahre gehörte die Bank, auch dank der guten wirtschaftlichen Konjunktur und den damit einhergehenden hohen Wachstumsraten der Industrie, zu den führenden deutschen Privatbanken. Hilfreich für die Warburgs waren dabei zahlreiche internationale Kontakte, die teilweise auch familiärer Natur waren. 1898 galt das Unternehmen mit nun 55 Angestellten als international angesehen und expandierend. Anlässlich des 100-jährigen Firmenjubiläums legten die Inhaber einen Sozialfonds auf, der 20 Jahre später den Namen „Siegmund und Moritz Warburg Stiftung“ trug.
Moritz M. Warburg, der das Bankhaus zu einem der Führenden in der internationalen Finanzwelt machte, engagierte sich politisch und sozial. Er gehörte dem Gründungskuratorium der Hamburgischen Wissenschaftlichen Stiftung an und engagierte sich als gläubiger Jude in der Deutsch-Israelitischen Gemeinde zu Hamburg und im Deutsch-Israelitischen Synagogenverband. Er unterstützte jüdische Einrichtungen, insbesondere die Talmud-Tora-Schule.

## Familie

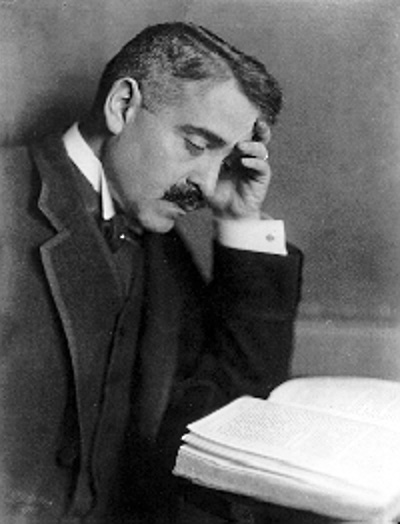
Aby M. Warburg (1866–1929)

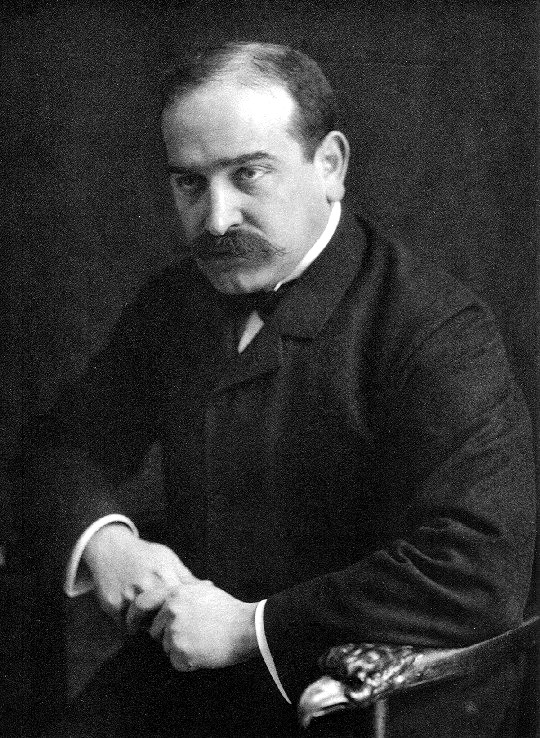
Max M. Warburg (1867–1946)

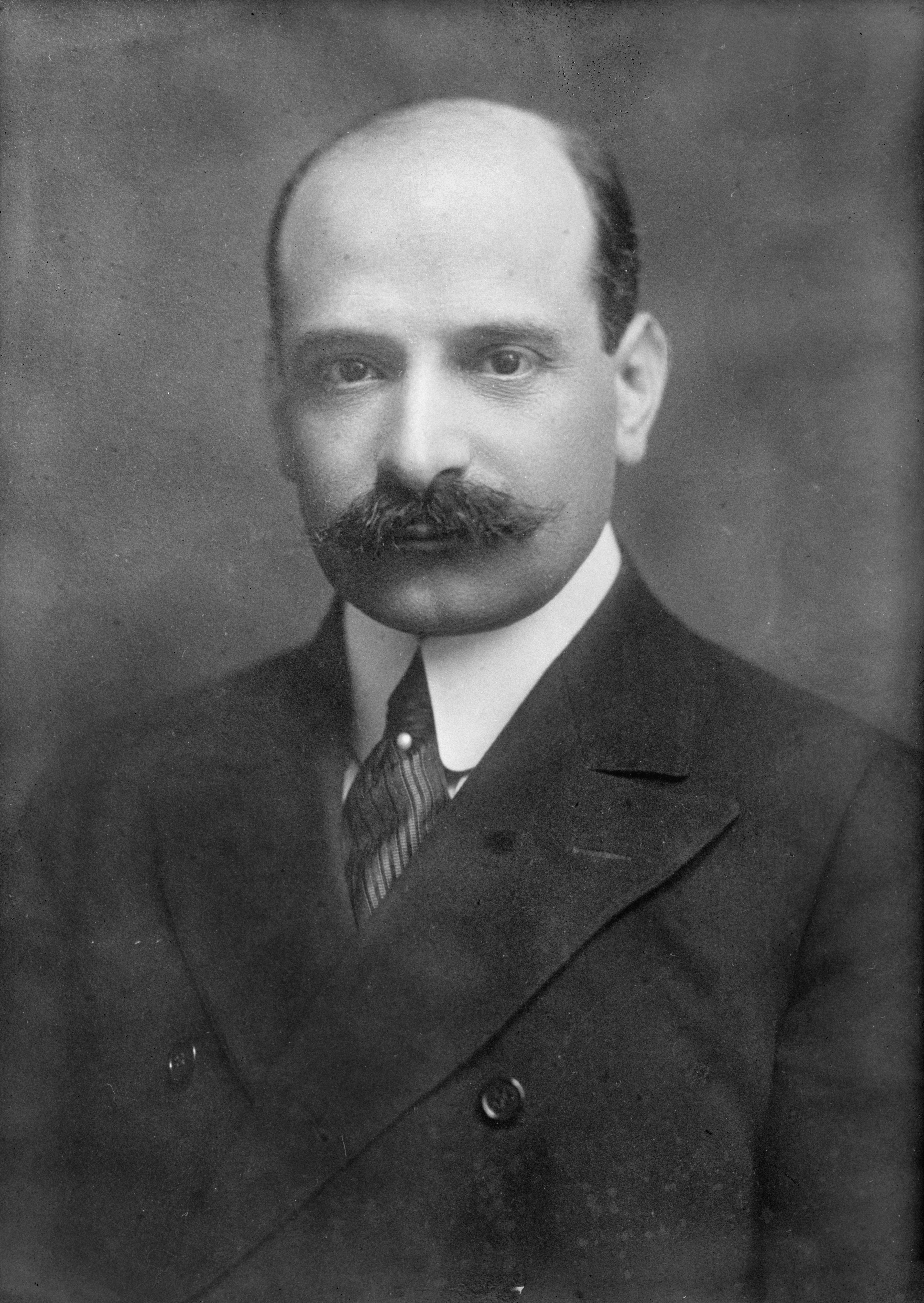
Paul M. Warburg (1868–1932)

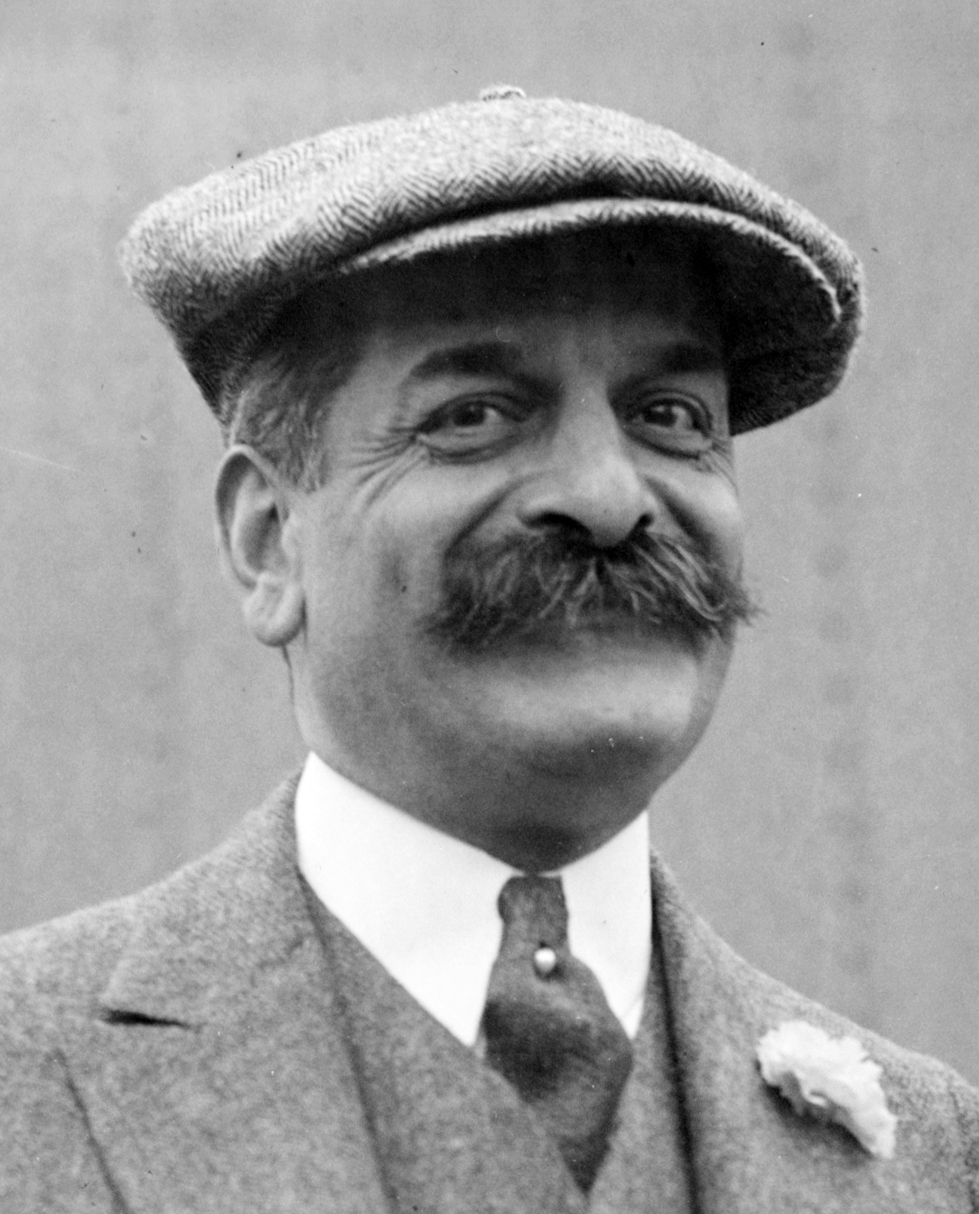
Felix M. Warburg (1871–1937)

Moritz M. Warburg, der fortan die Geschicke der Mittelweg-Warburgs aus der Villa am Mittelweg 17 führte. Die Straßen Alsterufer und Mittelweg verlaufen in unmittelbarer Nähe parallel zueinander im Hamburger Stadtteil Rotherbaum und werden heutzutage durch die Warburgstraße durchschnitten. 1897 kauften sie einen Sommersitz an der Elbe in Blankenese. Teile davon, den sogenannten Römischen Garten mit Rosenbeeten und einem Naturtheater, überließ der Enkel Eric M. Warburg 1951/52 der Stadt Hamburg.
Über Jahrzehnte tobte ein Streit darüber, welcher Anteil am Ruhm der Familie höher anzusetzen sei, derjenige der Alsterufer- oder derjenige der Mittelweg-Warburgs. Das führte so weit, dass die männlichen Familiennachkommen vom Alsterufer hinter ihre Vornamen ein „S.“ für Siegmund setzten, die vom Mittelweg ein „M.“ für Moritz. Trotz aller Differenzen konnte der Zusammenhalt der Familie jedoch nicht gefährdet werden. Beide Warburg-Familien gehörten finanziell zur Oberschicht und pflegten als wohlhabende Hamburger Juden einen großbürgerlich-hanseatischen Lebensstil. Die Warburgs waren in der jüdischen Tradition verwurzelt: Die Kinder lernten hebräisch, das Essen war koscher, jüdische Feiertage und religiösen Gesetze wurden eingehalten.
Aus der Familienlinie der Mittelweg-Warburgs von Moritz M. Warburg und seiner Frau Charlotte Esther Warburg (geb. Oppenheim, 1842–1921) stammen neben den Töchtern Olga Charlotte Kohn-Speyer (geb. Warburg; 1873–1904) und Louisa Martha Derenberg (geb. Warburg; 1879–1973) die seinerzeit fünf international überaus wirkungsstarken Söhne:
1. Aby Moritz Warburg (1866–1929), Privatgelehrter, Kunsthistoriker, Kulturwissenschaftler und Begründer des Londoner Warburg Institute, der Kulturwissenschaftlichen Bibliothek Warburg der University of London, Aby Warburg heiratete die Bildhauerin Mary, geb. Hertz.[5] Das Ehepaar hatte drei Kinder:
  - Marietta Braden (1899–1973).
  - Max Adolph Warburg (1902–1974)
  - Frede Charlotte Prag (1904–2004)
2. Max Moritz Warburg (1867–1946), international tätiger Bankier und ab 1893 Teilhaber der M.M.Warburg & CO, im Kaiserreich nahm Max Warburg in der hamburgischen, deutschen und internationalen Politik eine wichtige Rolle ein: Von 1904 bis 1919 gehörte er der Hamburgischen Bürgerschaft (1904–1919) sowie der Hamburger Handelskammer (1903–1933) an und zählte zu den Kaiserjuden, die Wilhelm II. in Finanzfragen berieten[6]; Mitbegründer der IG Farben; Max M. Warburg heiratete 1899 Alice Warburg (geb. Magnus; 1873–1960). Sie hatten einen Sohn und vier Töchter:
  - Eric Moritz Warburg (1900–1990), international tätiger Bankier und ab 1929 Teilhaber der M.M.Warburg & CO; gründete 1938 in London das Bankhaus E.M. Warburg & Co. das heute als Private-Equity- und Investmentunternehmen Warburg Pincus firmiert; im Zweiten Weltkrieg Oberstleutnant im Nachrichtendienst der US-Luftwaffe. In den USA gehörte Eric Warburg dem American Committee to aid survivors of the German Resistance an. In New York war er Mitglied zahlloser Ausschüsse, die sich für die Integration von deutschen Flüchtlingen engagierten.[7] Nach dem Zweiten Weltkrieg wurde Eric M. Warburg als Mitbegründer der Atlantik-Brücke e. V. und des American Council on Germany einer der wichtigsten Förderer der deutsch-amerikanischen Beziehungen im Nachkriegsdeutschland. Eric M. Warburg war verheiratet mit Dorothea Warburg (1912–2003), Tochter von Alfons Thorsch, und hatte drei Kinder:
    - Max Marcus Alfons Warburg (geb. 1958 in New York), stellvertretender Aufsichtsratsvorsitzende bei M.M.Warburg & CO
    - Marie Warburg, amerikanische Staatsbürgerin, seit 2005 verheiratet mit Michael Naumann
    - Erica Warburg

  - Lola Nina Hahn-Warburg (1901–1989), Geliebte von Chaim Weizmann, dem damaligen Präsidenten der Zionistischen Weltorganisation und 1. Präsidenten des neu gegründeten Staates Israel,[8] seit 1933 aktives Vorstandsmitglied in der Reichsvertretung der Juden in Deutschland und mit ihrer Schwester Anita Wolf-Warburg in besonderer Weise bei der Betreuung deutsch-jüdischer Flüchtlinge in Großbritannien und vor allem der so genannten Kindertransporte 1938/39 engagiert. Durch die Verhandlungen einer Delegation von 1938 unter Leitung von Chaim Weizmann und Lola Hahn-Warburgs Beteiligung beim britischen Innenministerium gelang es, dass die britische Regierung und das britische Unterhaus eine unbegrenzte Anzahl von Kindern nach Großbritannien emigrieren ließ. Über 10.000 jüdische Kinder konnten so gerettet werden.
  - Renate Olga Calder Warburg (1904–1984)
  - Anita Wolf-Warburg (1908–2008), emigrierte 1935 nach London und wirkte dort in besonderer Weise für das Jewish Refugees Commitee und das Britische Rote Kreuz. Aus privaten Geldern zahlte sie einen Teil des Schulgeldes (30 Pfund) für Reinhard, dem Sohn des bekannten deutschen Philosophen Helmut Kuhn. Reinhard besuchte -sehr kurz - die von Hilde Lion geleitete Stoatley Rough School in Haslemere.[9]
  - Gisela Warburg Wyzanski (1912–1991), leitete zur Zeit des Nationalsozialismus in Berlin das Büro der Kinder- und Jugend-Alijah, emigrierte 1939 in die USA und engagierte sich dort als Vorstandsmitglied der Hadassah für den Zionismus.[10]
3. Paul Moritz Warburg (1868–1932), international tätiger Bankier, ging in den 1890er Jahren nach New York, ab 1902 Teilhaber des US-Bankhauses Kuhn, Loeb & Co.; Paul M. Warburg nahm 1911 die amerikanische Staatsbürgerschaft an; Schöpfer und bis 1918 stellvertretender Vorsitzender der US-Notenbank Federal Reserve System; Paul M Warburg heiratete 1895 Nina Loeb (1870–1945), eine Tochter seines ebenfalls in New York wirkenden Geschäftspartners Salomon Loeb, und hatte einen Sohn und eine Tochter:
  - James Paul Warburg (1897–1969), der in Hamburg geborene Bankier wanderte in seiner Kindheit mit seinem Vater Paul M. Warburg in die USA aus; nach einem Abschluss an der Harvard University war er zunächst bei verschiedenen New Yorker Banken in verantwortungsvollen Positionen beschäftigt; Finanzberater von US-Präsident Franklin D. Roosevelt bei der Londoner Konferenz zur Bewältigung der Weltwirtschaftskrise 1933; von 1941 bis 1942 diente James P. Warburg als Special Assistant der US-Regierungsbehörde Office of the Coordinator of Information zur Zentralisierung der Propaganda- und Geheimdienstaktivitäten während des Zweiten Weltkrieges in Washington, D.C.; von 1942 bis 1944 diente er als stellvertretender Direktor der US-Regierungsbehörde United States Office of War Information zur Verbreitung von Kriegsinformationen und - propaganda während des Zweiten Weltkrieges[11]
  - Bettina Warburg (1900–1990), verheiratet mit Samuel Grinson
4. Felix Moritz Warburg (1871–1937); Philanthrop; international tätiger Bankier; ab 1894 Partner bei Kuhn, Loeb & Co, New York; sein Haus in New York City beherbergt heute das Jüdische Museum. Felix M. Warburg heiratete 1895 Frieda Schiff (1875–1958), die Tochter seines Seniorpartners Jacob Schiff und eine Tochter und hatte vier Söhne:
  - Carola Warburg Rothschild (1896–1987) heiratete den Unternehmer Walter N. Rothschild aus der Rothschild-Dynastie.[12]
  - Frederick M. Warburg (1897–1973), Investmentbanker und wie sein Vater Partner bei Kuhn, Loeb & Co. in New York.[13]
  - Gerald Warburg (1902–1971), Cellist[14]
  - Paul Felix Solomon Warburg (1904–1965), entwickelte hochgradig erfolgreiche Fundraising-Methoden für die Federation of Jewish Philanthropies of Greater New York und war aktives Vorstandsmitglied zahlreicher jüdischer Verbände in New York City.[15] Paul Felix Solomon Warburg und seine Frau Jean Warburg (geb. Stettheimer) hatten eine Tochter:
    - Felicia Schiff Warburg Sarnoff Roosevelt (geb. 1927), Felicia heiratete zunächst 1950 Robert William Sarnoff, den damaligen Präsidenten der NBC und Sohn von David Sarnoff, dem Erfinder der Farbfernsehübertragung und Gründer des Radio- und TV-Sender NBC.[16] Nach ihrer Scheidung heiratete sie 1970 den Sohn des 32. US-Präsidenten Franklin D. Roosevelt Franklin Delano Roosevelt Jr.[17]

  - Edward Mortimer Morris Warburg (1908–1992) war Kunstliebhaber, Mitbegründer des MoMa, Gründungsvater des amerikanischen Balletts, Mitbegründer der Harvard Society for Contempory Arts, von 1941–1943 und von 1946–1965 Vorsitzender des American Jewish Joint Distribution Committee und Vorsitzender des United Jewish Appeal.[18]
5. Fritz Moritz Warburg (1879–1964), Bankier; war verheiratet mit Anna Warburg, der Tochter des Bankiers Siegfried Samuel Warburg und dessen Ehefrau Ellen Josephoson. Fritz und Anna Warburg hatten drei Töchter:[19]
  - Ingrid Warburg Spinelli (1910–2000)
  - Eva Warburg-Unger (1912–2016)
  - Charlotte Esther Warburg (geb. 1922), nach ihrer Heirat in Israel Esther Charlotte Schmulewitz